# João da Nova
Pour les articles homonymes, voir Nova (homonymie).
João da Nova ou Juan de Nova, (francisé en "Jean de Noya" par Chateaubriand, dans Mémoires d'outre-tombe, L. XXIV, ch.9), né vers 1460 en Galice dans le nord-ouest de l'Espagne — mort en 1509 à Cochin (actuelle Kochi) dans le sud-ouest de l'Inde, est un navigateur et explorateur galicien de l'Atlantique et de l'océan Indien.

## Biographie
Après être né en Galice, João da Nova est envoyé encore enfant au Portugal voisin par sa famille pour échapper aux luttes entre factions aristocratiques qui détruisent alors la nation (Gran Guerra Irmandiña). Il considère vite le Portugal comme son propre pays et ses talents le mènent à servir le roi Manuel Ier de Portugal comme Alcaide (maire) de Lisbonne en 1496.
Au début de 1501, João da Nova est nommé comme commandant de la troisième expédition portugaise vers l'Inde. Durant cette expédition, il est le premier Européen à apercevoir l'île de l'Ascension (1501) et l'île de Sainte-Hélène (1502). Il retourne au Portugal et en 1505, repart vers l'Inde en compagnie du premier vice-roi portugais des Indes Francisco de Almeida. Cet évènement semble être le début d'infortunes dans la vie de João da Nova. Il rentre au Portugal en conflit avec de Almeida, qui ne le nomme pas au titre de Général-Capitaine.
En 1506, il est le commandant du navire Flor do Mar, appartenant à la flotte de Tristão da Cunha partie rejoindre l'île de Socotra (environ 350 km au sud du Yémen, au large de la corne de l'Afrique). Dans l'expédition, Afonso de Albuquerque, commandant de six des navires de la flotte, doit mettre João da Nova aux arrêts car il avait l'intention de naviguer vers l'Inde, en contradiction avec les ordres d'Albuquerque de rejoindre la péninsule arabique pour s'avitailler dans le but de conquérir Ormuz. Finalement João da Nova est gracié à la suite de la bravoure qu'il a montrée dans l'attaque contre Oman. En 1509, il meurt à Cochin, port du Kerala en Inde.
L'île française de Juan-de-Nova qu'il a découverte, en 1501, dans le canal du Mozambique est nommée d'après lui.

## Source
- (en) Cet article est partiellement ou en totalité issu de l’article de Wikipédia en anglais intitulé « João da Nova » (voir la liste des auteurs).